# 압둘라 아리포프
압둘라 니그마토비치 아리포프(우즈베크어: Abdulla Nigʻmatovich Aripov, 러시아어: Абдулла Нигматович Арипов, 1961년 5월 24일 타슈켄트 ~ )는 우즈베키스탄의 정치인이다.
2016년 12월 14일부터 샤브카트 미르지요예프 정부의 총리직을 지내고 있다. 소속 정당은 우즈베키스탄 자유민주당이며, 당 대표직을 지냈다.
| 전임 샤브카트 미르지요예프 | 제4대 우즈베키스탄의 총리 2016년 12월 14일 ~ |  |